# Перегу-Мік
Перегу-Мік (рум. Peregu Mic) — село у повіті Арад в Румунії. Входить до складу комуни Перегу-Маре.
Село розташоване на відстані 449 км на північний захід від Бухареста, 29 км на захід від Арада, 58 км на північ від Тімішоари.

## Населення
За даними перепису населення 2002 року у селі проживали 899 осіб.
Національний склад населення села:
| Національність | Кількість осіб | Відсоток |
| -------------- | -------------- | -------- |
| угорці         | 800            | 89,0%    |
| румуни         | 87             | 9,7%     |
| німці          | 5              | 0,6%     |

Рідною мовою назвали:
| Мова      | Кількість осіб | Відсоток |
| --------- | -------------- | -------- |
| угорська  | 798            | 88,8%    |
| румунська | 90             | 10,0%    |
| німецька  | 5              | 0,6%     |